# Hybos nankunshanensis
Hybos nankunshanensis är en tvåvingeart som beskrevs av Yang, Gaimari och Patrick Grootaert 2005. Hybos nankunshanensis ingår i släktet Hybos och familjen puckeldansflugor. Inga underarter finns listade i Catalogue of Life.